# Typhlodromus phialatus
Typhlodromus phialatus är en spindeldjursart som beskrevs av Athias-Henriot 1960. Typhlodromus phialatus ingår i släktet Typhlodromus och familjen Phytoseiidae. Inga underarter finns listade i Catalogue of Life.